# 北見中央インターチェンジ
北見中央インターチェンジ（きたみちゅうおうインターチェンジ）は、北海道北見市川東にある北見道路のインターチェンジ (IC)。

## 歴史
- 2013年（平成25年）
  - 2月18日 : IC名称が北見中央ICに正式決定。
  - 3月31日 : 北見道路（北見西IC - 北見東IC間）の開通に伴い供用開始[2]。
  - 12月24日 : 地域活性化インターチェンジとして北見西IC - 当IC間に北見北上ICが、当IC - 北見東IC間に北見川東ICがそれぞれ設置されて供用開始[3][4]。

## 周辺
- フラワーパラダイス[5]
- 常呂川
- 北見ハッカ記念館・薄荷蒸溜館
- 香りゃんせ公園
- オホーツク木のプラザ
- 北見芸術文化ホール（きた・アート21）
- 北見市立中央図書館
- 北見駅（JR北海道・石北本線）
- まちきた大通ビル（パラボ）

## 接続する道路
- 直接接続
  - 北海道道217号北見美幌線
- 間接接続
  - 北海道道122号北見端野美幌線
  - 国道39号

## 隣
E61 北見道路
(1-1) 北見北上IC - (2) 北見中央IC - (2-1) 北見川東IC